# Ailson da Silva
Ailson Eráclito da Silva (Manaus, 9 de janeiro de 1988) é um remador do Brasil. 
Conquistou a medalha de prata no mundial de sub 23 na República Tcheca.
Vencedor do prêmio Brasil Olímpico 2009, oferecido pelo COB aos melhores atletas brasileiros em cada esporte olímpico. 
Integrou a delegação nacional que disputou os Jogos Pan-Americanos de 2011 em Guadalajara, no México.
Participou do Jogos Pan-Americanos de 2015 em Toronto, no Canadá.